# Noix de serrage
Une noix est un accouplement mécanique permanent.
Elle a une position intermédiaire dans un mécanisme et présente une forme de X.
Elle possède souvent 2 rainures en glissières perpendiculaires.

## Exemple
En mécanique, noix d'accouplement.

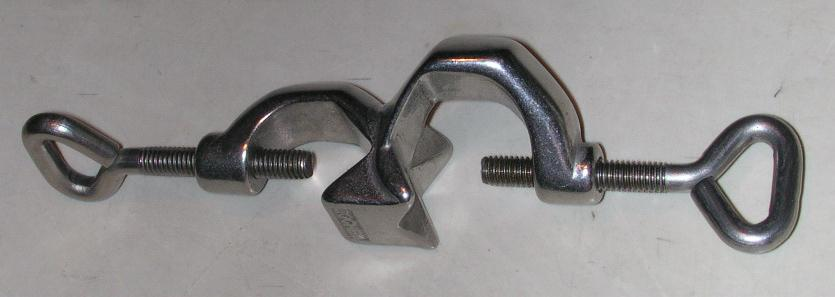
Noix de serrage

En laboratoire de chimie, la noix de serrage permet par exemple de fixer à une potence une pince métallique supportant de la verrerie dans un montage. La fixation est assurée par les deux vis dont elle est munie.